# Liste der britischen Botschafter in Island
Die Liste der britischen Botschafter in Island umfasst die diplomatischen Vertreter des Vereinigten Königreichs in Island seit Aufnahme der diplomatischen Beziehungen 1940.

## Amtsinhaber

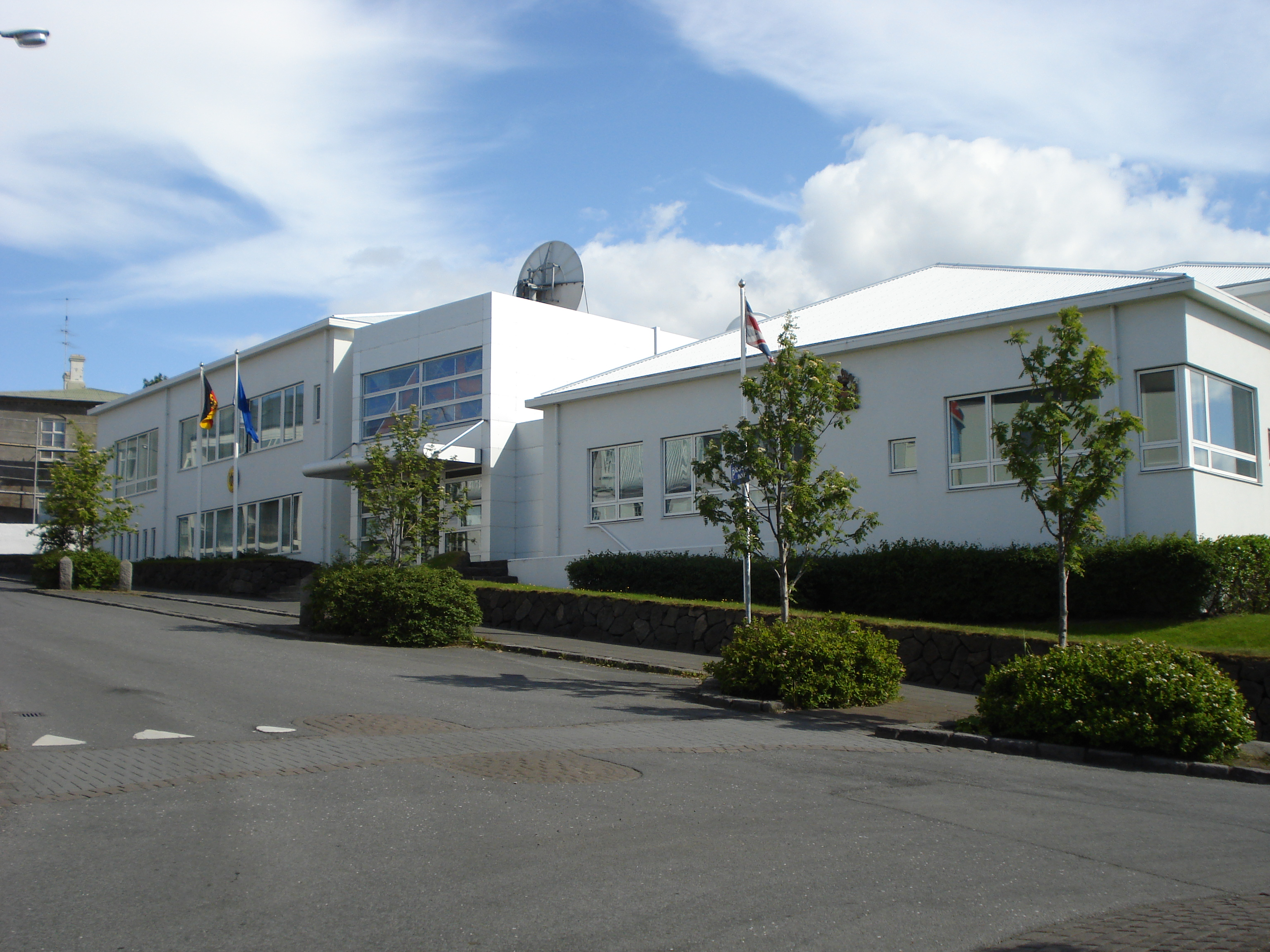
Gebäude der britischen Botschaft in Island in Reykjavík.

| Amtsinhaber            | Beginn der Amtszeit | Ende der Amtszeit | Anmerkung                      |
| ---------------------- | ------------------- | ----------------- | ------------------------------ |
| Charles Howard Smith   | 1940                | 1942              | Gesandter                      |
| Sir Gerald Shepherd    | 1943                | 1947              |                                |
| Charles Baxter         | 1947                | 1950              |                                |
| John Greenway          | 1950                | 1953              |                                |
| Sir James Henderson    | 1953                | 1956              |                                |
| Sir Andrew Gilchrist   | 1956                | 1959              | Gesandter, ab 1957 Botschafter |
| Charles Stewart        | 1959                | 1961              |                                |
| Basil Boothby          | 1962                | 1966              |                                |
| Aubrey Halford-Macleod | 1966                | 1970              |                                |
| John McKenzie          | 1970                | 1975              |                                |
| Kenneth East           | 1975                | 1981              |                                |
| William McQuillan      | 1981                | 1983              |                                |
| Richard Thomas         | 1983                | 1986              |                                |
| Mark Chapman           | 1986                | 1989              |                                |
| Sir Richard Best       | 1989                | 1991              |                                |
| Patrick Wogan          | 1991                | 1993              |                                |
| Michael Hone           | 1993                | 1996              |                                |
| James McCulloch        | 1996                | 2000              |                                |
| John Culver            | 2001                | 2004              |                                |
| Alper Mehmet           | 2004                | 2008              |                                |
| Ian Whitting           | 2008                | 2012              |                                |
| Stewart Gill           | 2012                | 2016              |                                |
| Michael Nevin          | 2016                | 2021              |                                |
| Bryony Mathew          | 2021                | amtierend         |                                |